# Pronator quadratus

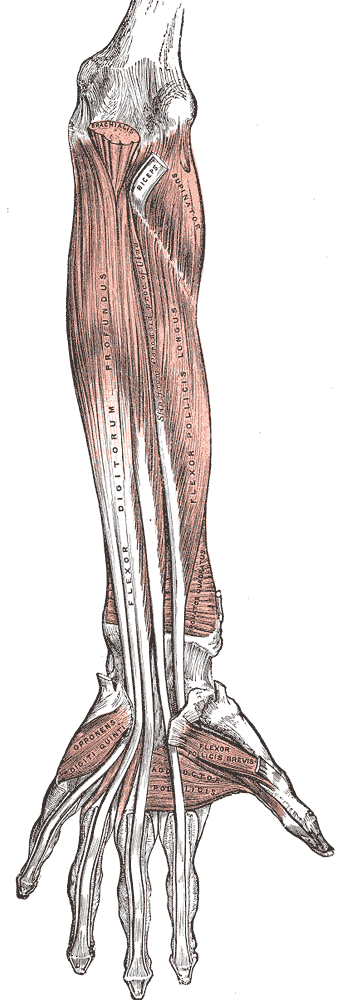
Vänster underarms framsida. Pronator quadratus syns nere till höger.

Pronator quadratus (latin: musculus pronator quadratus, "fyrkantiga inåtvridarmuskeln") är i människans kropp en skelettmuskel distalt placerad på underarmen. Dess främsta uppgift är pronation av armbågsleden samt att binda underarmens ben till varandra.
Pronator quadratus har sitt ursprung i den distala fjärdedelen av armbågsbenets (ulna) framsida och fäster i den distala fjärdedelen av strålbenet (radius).
Pronator quadratus innerveras av n. medianus.